# الضبر (عمران)
الضبر هي إحدى قرى الجمهورية اليمنية. وهي تتبع جغرافيًا لمحافظة عمران. وإداريًا لمديرية عمران. يبلغ تعداد سكانها 4197 نسمة حسب الإحصاء الذي جرى عام 2004.